# ماركو توليو (لاعب كرة قدم مواليد 1998)
ماركو توليو هو لاعب كرة قدم برازيلي في مركز الوسط، ولد في 13 مارس 1998 في بيلو هوريزونتي في البرازيل. يلعب حالياً لصالح نادي سنترال كوست مارينرز الذي ينافس في الدوري الأسترالي لكرة القدم.

## وصلات خارجية
- ماركو توليو (لاعب كرة قدم مواليد 1998) على موقع رابطة كرة القدم اليابانية للمحترفين (اليابانية)
- ماركو توليو (لاعب كرة قدم مواليد 1998) على موقع قاعدة بيانات كرة القدم.إي يو (الإنجليزية)
- ماركو توليو (لاعب كرة قدم مواليد 1998) على موقع Soccerway.com (الإنجليزية)
- ماركو توليو (لاعب كرة قدم مواليد 1998) على موقع عالم كرة القدم.نت (الإنجليزية)